# 榕翠園

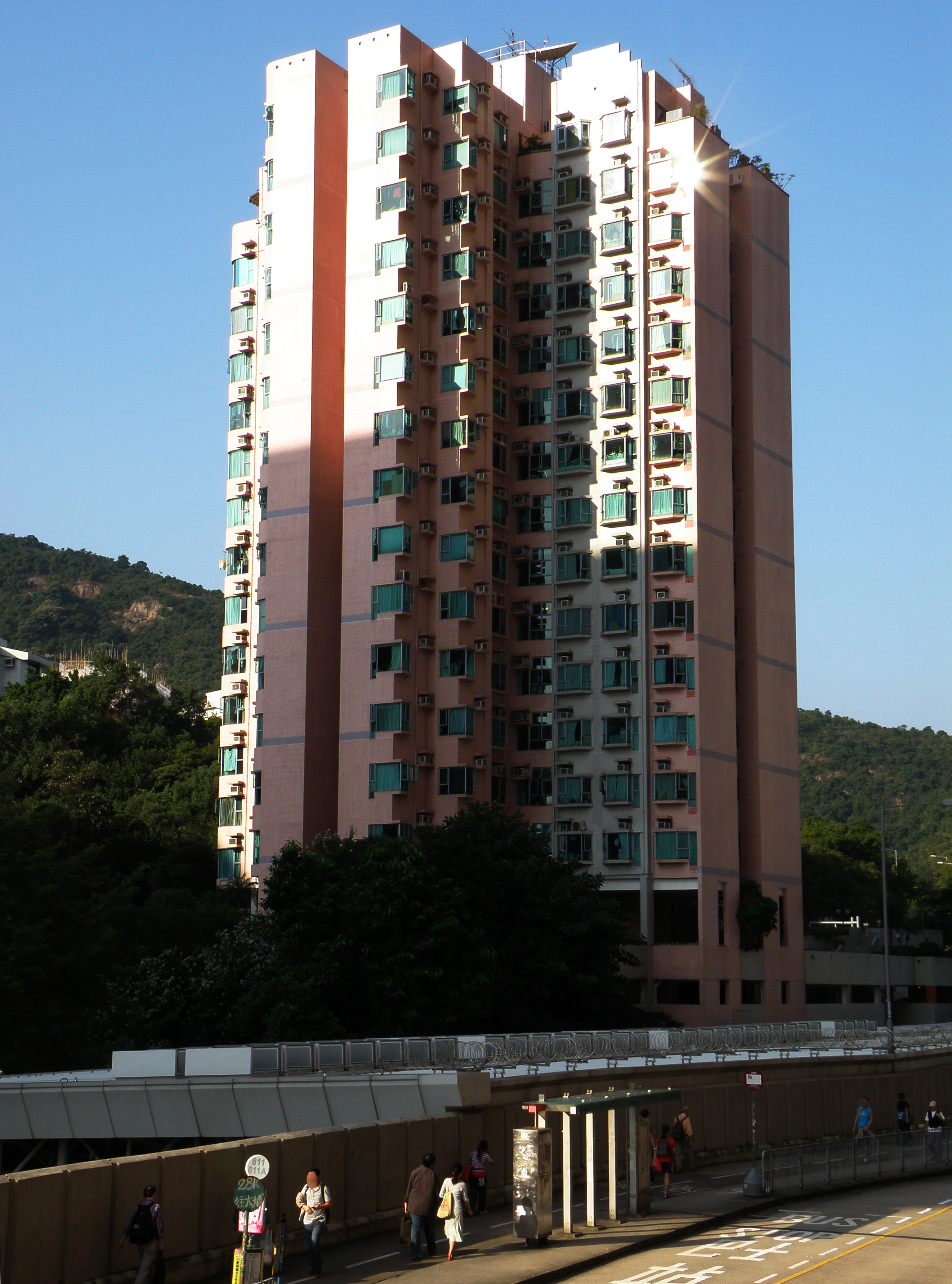
榕翠園南面

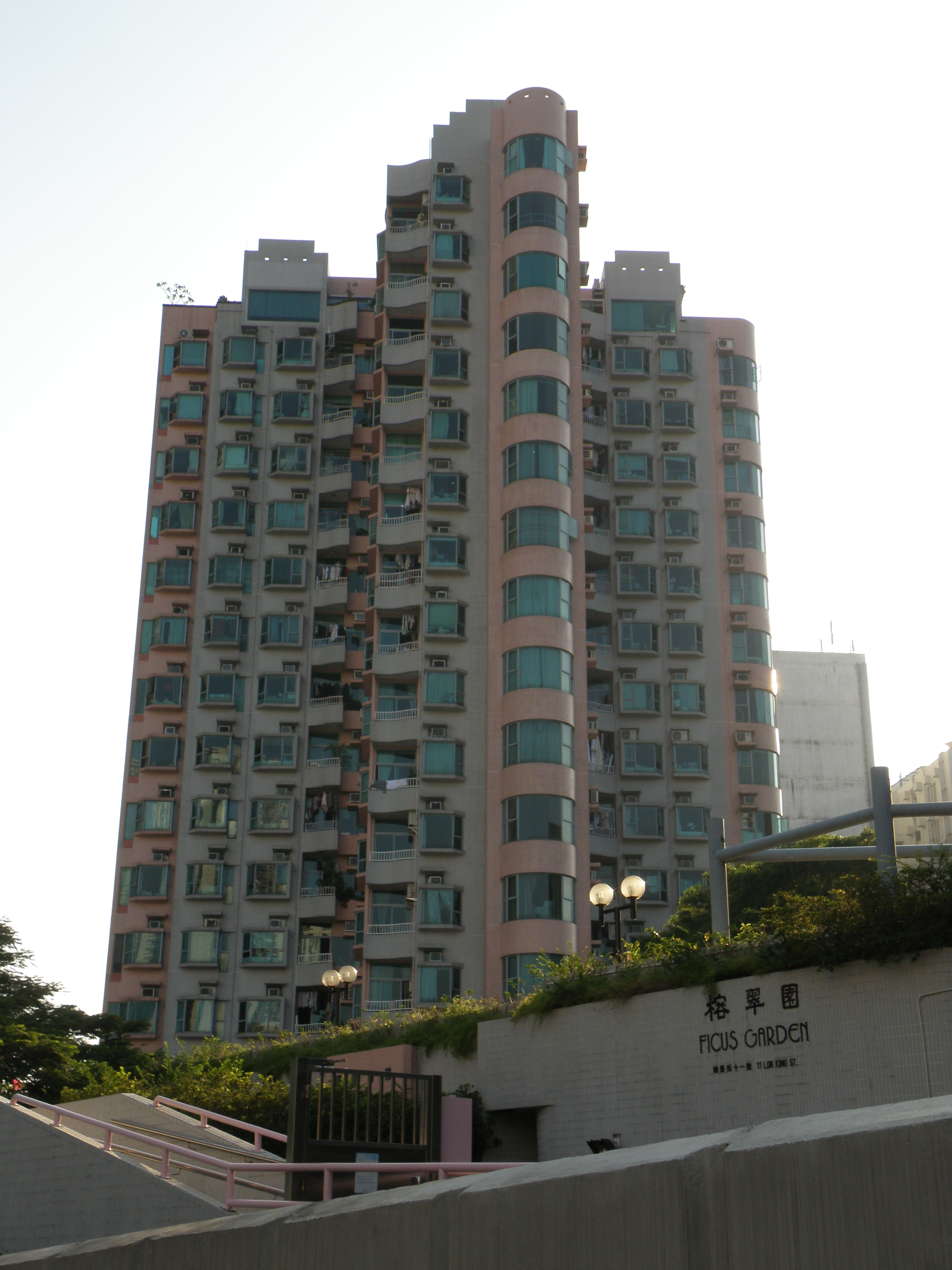
榕翠園北面

榕翠園（英語：Ficus Garden）是位於香港新界沙田火炭樂景街11號的單幢式物業，由新鴻基地產興建，高14層。於1991年3月入夥，單位總數96戶。

## 地理環境
建築面積由740至1285平方呎不等，實用率87%。鄰近屋苑有怡翠花園、松翠小築及樂林園等數組屋苑，集中在較高地勢的樂信徑至樂林路一帶，俗稱火炭半山。
榕翠園屬單幢樓，建於近山分支小路上。附近多樹木，屋苑外設圍牆，入口隱閉，住戶人數少。榕翠園只設停車場、兒童遊樂場及泳池，但鄰近的駿景園及銀禧花園均設有商場。交通方面，榕翠園距離東鐵綫火炭站約400米，沿樂景街一直行5分鐘可抵。有前往荃灣、大圍及沙田市中心小巴及巴士途經樂景街。榕翠園旁的隔音屏障於2010年建成，以減輕鐵路行駛對附近屋苑的噪音滋擾。